# Purpurcapsula exigua
Purpurcapsula exigua is een slakkensoort uit de familie van de Triviidae. De wetenschappelijke naam van de soort is voor het eerst geldig gepubliceerd in 1831 door Gray.